# نيو بالانس
نيو بالانس (بالإنجليزية: New Balance)‏ هي ماركة أحذية رياضية أمريكية، تأسست عام 1906، وتعتبر واحدة من أكبر وأقدم الشركات المصنعة للأحذية والملابس الرياضية في العالم، والشركة الرائدة في مجال قطع حذاء التنس الحافة. تزود نيو بالانس عدد من الأندية والمنتخبات بالملابس الرياضية أبرزها روما، بورتو، أتلتيك بيلباو، ليل، وكذلك منتخب كوستاريكا، بنما.

## لمحة تاريخية
تأسست شركة نيو بالانس عام 1906 في مدينة بوسطن في ولاية ماساتشوستس الأمريكية على يد ويليام رايلي، مهاجر إنجليزي بلغ من العمر 33 عاماً. كانت صناعة الشركة ترتكز بادئ الأمر على الدعامات المقوسة والأحذية الطبية التي تساعد على تخفيف الآلام عند الأشخاص الذين يعانون من آلام في الأقدام.
عام 1927 قام رايلي بالتعاقد مع آرثر هول كوكيل مبيعات. كان هول يشتري الدعامات المقوسة من رايلي بثلاثة دولارات ويبيعها بخمسة للعمال الذين يمضون يومهم واقفين كرجال الشرطة. عام 1933 وفي أوج الكساد العظيم وافق آرثر هول على عرض رايلي بأن يصبح شريكه في الشركة، ما مكّنها من الصمود أمام الأزمة في حين أفلست شركات أحذية كثيرة.
عام 1938 قام ويليام رايلي بتصميم أول حذاء جري من إنتاج الشركة، باع رايلي الزوج الواحد من الأحذية بسبعة دولارات لنادي محلي في بوسطن. كن الحذاء خفيف الوزن، استخدم جلد الكنغر في صناعته، فيما أسفل الحذاء قام بصناعته من القماش. في السنوات اللاحقة إتسع نطاق تصنيع الشركة ليشمل أحذية مخصصة لرياضات البسيبول، كرة السلة، التنس والملاكمة.
عام 1950 تقاعد رايلي ليترك المهام الإدارية والتسويقية بيدي ارثور هول، لم تمضي ثلاثة سنوات حتى قام هول ببيع الشركة لإبنته إيليانور وزوجها باول كيد مقابل 10,000 دولار. أدخل الزوج كيد العديد من الأفكار الجديدة في تصنيع الأحذية، انحصر عمل ايليانور في أمور خدمات الزبائن والتسويق، فيما تفرغ باول للمهام التصنيعية، فأخذ يزداد اهتمامه بالأحذية الرياضية مع أخذه بالاعتبار لملاحظات الزبائن وتقييماتهم.
إلى جانب شهرتها وإنتاجها المتصاعد في الولايات المتحدة، افتتحت نيو بالانس عام 1978 في لندن أول مكتب مبيعات عالمي لها، إلى جانب منشأة تصنيع في إيرلندا وذلك لتلبية الطلب الأوروبي المتزايد على منتجاتها، لتصل مبيعاتها على النطاق العالمي إلى 100 مليون دولار عام 1980، ما يعادل ارتفاع بنسبة 1000 ضعف في غضون ثمانية سنوات فقط. انتقل مصنعها الإيرلندي عام 1982 إلى ووركينغتون في مقاطعة كمبريا البريطانية.
احتفلت الشركة بالذكرى المئوية لتأسيسها عام 2006 من خلال إصدار ثلاثة أحذية محدودة الكمية، وذلك تكريماً لثلاثة من موظفيها أصحاب أطول فترة خدمة في المصنع.

## وصلات خارجية
- الموقع الرسمي للشركة